# Quảng Trung, Quảng Xương
Quảng Trung là một xã thuộc huyện Quảng Xương, tỉnh Thanh Hóa, Việt Nam.

## Địa giới hành chính
Xã Quảng Trung nằm ở phía nam của huyện Quảng Xương.
- Phía đông và phía nam giáp thị xã Nghi Sơn
- Phía tây giáp huyện Nông Cống.
- Phía bắc huyện Nông Cống và xã Quảng Chính.

Sông Yên là ranh giới tự nhiên giữa xã Quảng Trung với các xã thuộc thị xã Nghi Sơn và huyện Nông Cống.

## Lịch sử hành chính
Vùng đất thuộc xã Quảng Trung ngày nay, vào đầu thế kỉ 19 thuộc các tổng Thủ Hộ và Thái Lai, huyện Quảng Xương, phủ Tĩnh Gia, nội trấn Thanh Hóa.
Sau năm 1945, thuộc xã Hoa Lư, huyện Quảng Xương. Năm 1948, các xã Hoa Lư, Ký Con và Lý Thường Kiệt sáp nhập thành xã Quảng Chính. Năm 1954, một phần lãnh thổ xã Quảng Chính được tách ra để lập các xã Quảng Khê, Quảng Thạch, Quảng Nham và Quảng Trung, tên gọi Quảng Trung xuất hiện từ đây.
Xã Quảng Trung gồm các làng: 
- Làng Đại Lộc: đầu thế kỉ 19 là thôn Đại Lộc thuộc xã Quan Phương, tổng Thái Lai; từ năm 1954, thôn Đại Lộc được chia về hai xã là Quảng Chính và Quảng Trung.
- Làng Ngọc Trà: đầu thế kỉ 19 là xã Ngọc Trà, tổng Thủ Hộ.
- Làng Mỹ Thạch: cuối thế kỉ 19 là xã Mỹ Thạch, tổng Thủ Hộ.